# 在外公館
在外公館（ざいがいこうかん、英語: Overseas Diplomatic Establishment、略称: ODE）は、国が他国との外交や自国民の保護、他国民への査証業務の提供のために他国内へ設置した施設の日本法令上の名称である（国際法上は、（外交）使節団の公館という）。外交関係に関するウィーン条約の規定により、大使館の敷地は設置した国（派遣国）の管轄権が適用され、接受国は原則として管轄権を行使できない（外交特権）。総領事館は大使館に準じる特権・免除を受ける。

## 日本の在外公館
日本の在外公館は外務省に所属し、世界各地に存在する、大使館、総領事館、政府代表部、日本政府在外事務所の総称である。なお、在外公館の出先機関として、領事事務所と兼勤駐在官事務所がある。
外交を行う上での重要な拠点であり、2019年1月1日の時点で世界各地に226ヶ所（大使館151、総領事館65、政府代表部10）存在する。そのうち15ヶ所はアメリカ合衆国内にある（加えて3ヶ所の領事事務所もある）。

### 一覧

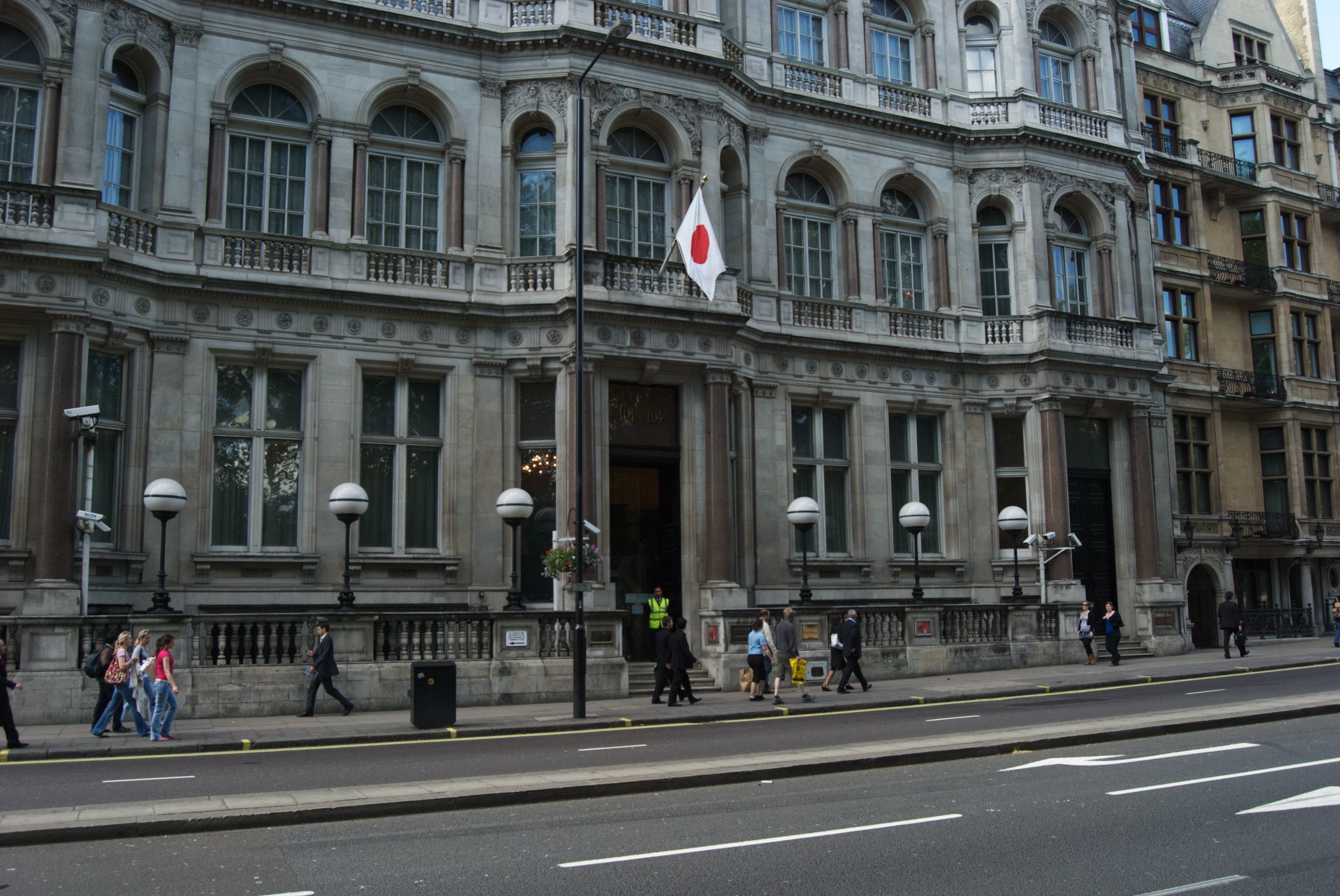
在イギリス大使館

### 内部組織
在外公館の内部は、所掌事務に応じて総務班、政務班、経済班、広報文化班、領事班、会計班、通信班等に分かれ、それぞれの班長には公使～一等書記官が就任する。一部の大規模公館は「班」ではなく「部」を置いているところもある。

### 主な事件

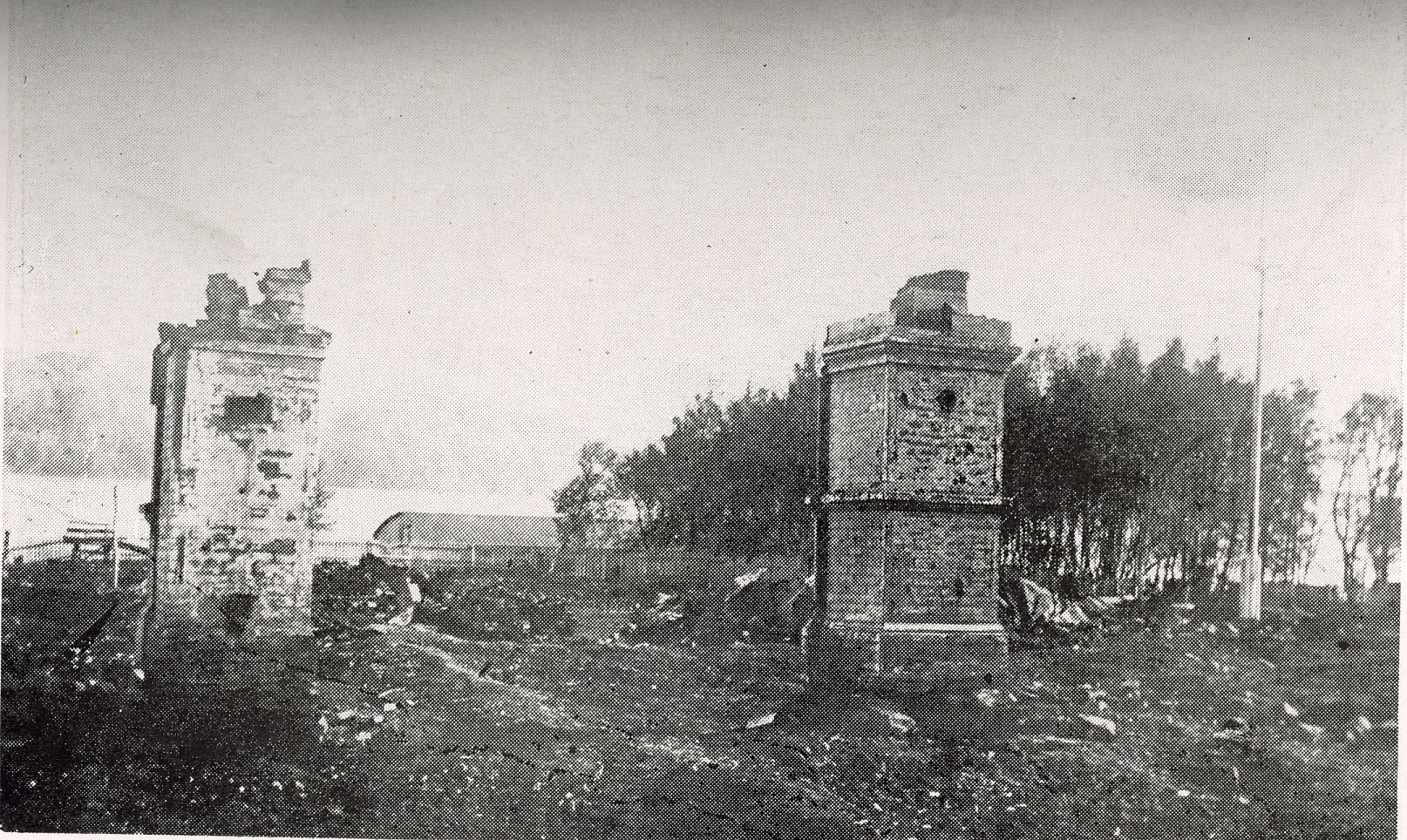
尼港事件で焼け落ちた在ニコラエフスク領事館

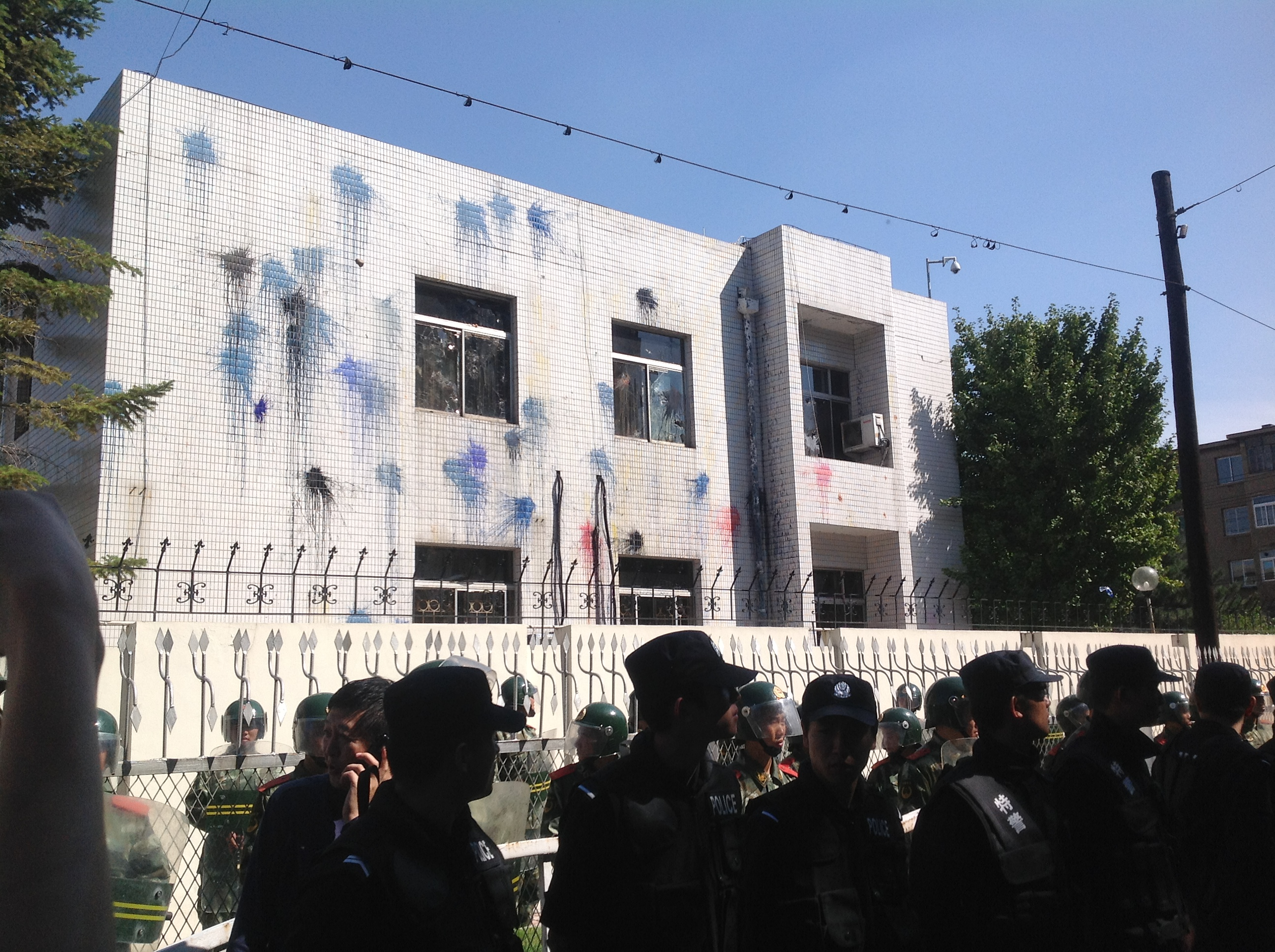
2012年の中国における反日活動で襲撃された日本領事館

尼港事件
赤軍に襲撃され数百名の居留民が虐殺され領事館も焼け落ちる。
在ペルー日本大使公邸占拠事件
日本大使公邸での天皇誕生日パーティー時に、武装組織トゥパク・アマル革命運動に占拠籠城され、ペルーの警官隊突入により解決するまで、4ヶ月以上かかった。
琿春事件
中国人を主とする馬賊により、日本総領事館が焼き討ちに遭い、20名が殺害される。
瀋陽総領事館北朝鮮人亡命者駆け込み事件
亡命者、いわゆる脱北者が亡命を図り、遼寧省瀋陽市の日本国総領事館に駆け込んだが、中華人民共和国の警察が領事館内に立ち入り、亡命希望者を引きずり出した事件。
壬午事変
李氏朝鮮国王に対する反乱軍によるクーデター時に襲撃され公使館が焼き討ちに遭い大使館員多数が殉職。済物浦条約により解決。
甲申事変
李氏朝鮮に対する反乱軍によるクーデターが失敗した際、政府軍に公使館が焼き討ちに遭い大使館員、在留日本人多数が殺害。漢城条約により解決。
漢口事件
国民革命軍の漢口攻略の際、共産党の謀略により煽られた暴民に日本租界・領事館が襲撃される。
南京事件
南京を占領した蔣介石の北伐軍や暴動化した住民らによって各国領事館とともに襲撃され多数が死傷。婦女は暴行、凌辱される。
義和団の乱（北清事変）
各国公使館ともども襲撃され、八ヵ国連合軍により救助される。北京議定書により解決。
南京総領事館毒酒事件
祝賀会に出された老酒に毒（ヒ素）が混入され、来客らの介護にあたった若い総領事館員二名が自らは手遅れとなり死亡。
漢口邦人巡査射殺事件
領事館警護中の巡査が射殺される。
上海総領事館員自殺事件
ハニートラップにかかった総領事館員が、総領事館の人員・システム情報等を中国から要求され、機密保持のために自殺する。
2005年の中国における反日活動
反日暴徒により、上海市の在上海日本国総領事館に対して、投石やペンキや卵が投げ込まれた。
2012年の中国における反日活動
反日暴徒によって日本国総領事館への投石・ペンキの投げつけなどが行われた。
靖国神社・日本大使館放火事件
朝鮮系中国人が靖国神社の門に放火したのち韓国に逃亡し、続けて在大韓民国日本国大使館に火炎瓶を投げた。

### 関係者
- 外交官
- 駐在武官
- 総領事
- 大使
- 特命全権大使
- 臨時代理大使
- 待命大使
- 名称大使
- 政府代表
- 全権委員
- 特使
- 外交団

### その他
- 在外選挙
- 在外公館の名称及び位置並びに在外公館に勤務する外務公務員の給与に関する法律
- 日本の行政機関
- 渡切費
- 在外公館の一覧（英語版）
- 在外公館の事件一覧（英語版）
- 在外公館へ亡命を求めた一覧（英語版）
- 事実上の大使館 (de facto embassy)
- エンバシー・ロウ（英語版） ‐ワシントンD.C.にある大使館が集中するストリート。
- エンバシー・チャペル（英語版） ‐ 在外公館敷地内に接地された宗教施設。
- パラディプロマシー（英語版）
- 在外公館の建物（英語版）
- 政治的理由で改名された在外公館付近の通りの一覧
- 在外公館襲撃事件の一覧（英語版）

- 特務機関